# I draghi di Babele
I draghi di Babele (The Dragons of Babel) è un romanzo di Michael Swanwick, pubblicato negli Stati Uniti nel 2008. Appartiene alla saga chiamata I draghi del ferro e del fuoco insieme a La figlia del drago di ferro.

## Trama
All'alba, il cielo è solcato da draghi biomeccanici, che si stanno dirigendo verso le artiglierie di Avalon per bombardarle. Will, invece di nascondersi come gli altri abitanti del suo villaggio, decide di assistere allo spettacolo. All'improvviso, un basilisco attacca l'ultimo drago della formazione. 
Dopo qualche giorno quel drago, uscito dal bosco, riesce a recarsi sino al villaggio. È stato quasi distrutto e ora è ridotto a una carcassa gravemente danneggiata. Nonostante ciò, potendo ancora distruggere il villaggio, si autoproclama re. Il drago necessita poi di un assistente e Will viene scelto per questo ruolo.

## Edizioni
- Michael Swanwick, La figlia del drago di ferro, II ed., Mondadori (Urania Millemondi), 2011.